# John Lennon/Plastic Ono Band
John Lennon/Plastic Ono Band — дебютний офіційний сольний альбом Джона Леннона, представлений 11 грудня 1970 року.
У 1987 році журнал Rolling Stones помістив платівку на № 3 у списку «100 найкращих альбомів за останні 20 років», а у 2012 — на № 23 у «Списку найкращих альбомів всіх часів». Платівка отримала золотий статус за версією RIAA.

## Обкладинка
Обкладинка альбому практично ідентична із обкладинкою платівки Йоко Оно Yoko Ono/Plastic Ono Band. Відмінність полягає у тому, що на обкладинці Yoko Ono/Plastic Ono Band Йоко лежить на тілі Леннона, а на обкладинці John Lennon/Plastic Ono Band — навпаки.
На зворотній стороні обкладинки в оригінальному виданні не було списку композицій, а була поміщена фотографія Джона Леннона у шкільному віці, приблизно у 1946 році.

## Список композицій
| Сторона 1 | Сторона 1            | Сторона 1  |
| #         | Назва                | Тривалість |
| --------- | -------------------- | ---------- |
| 1.        | «Mother»             | 5:34       |
| 2.        | «Hold On»            | 1:52       |
| 3.        | «I Found Out»        | 3:37       |
| 4.        | «Working Class Hero» | 3:48       |
| 5.        | «Isolation»          | 2:51       |

| Сторона 2 | Сторона 2         | Сторона 2  |
| #         | Назва             | Тривалість |
| --------- | ----------------- | ---------- |
| 6.        | «Remember»        | 4:33       |
| 7.        | «Love»            | 3:21       |
| 8.        | «Well Well Well»  | 5:59       |
| 9.        | «Look at Me»      | 2:53       |
| 10.       | «God»             | 4:09       |
| 11.       | «My Mummy's Dead» | 0:49       |

## Персоналії
- Джон Леннон — вокал, акустична гітара (4, 7, 9, 11), електро-гітара (2, 3, 8), піаніно (1, 5, 6), орган (5), tack piano (10)
- Рінго Старр — барабани (1–3, 5, 6, 8, 10)
- Клаус Ворманн — бас-гітара (1–3, 5, 6, 8, 10)
- Філ Спектор — піаніно (7)
- Біллі Престон — рояль (10)
- Йоко Оно — «вітер»
- Мел Еванс — «чай та симпатія»